# Camille Rose Garcia
Camille Rose Garcia (* 1970) ist eine US-amerikanische Künstlerin aus Los Angeles. Sie fertig düstere, comic-artige Bilder sowie Skulpturen. Laut eigener Aussage wurde sie von Walt Disney und Philip K. Dick beeinflusst.

## Leben und Werk
Camille machte 1992 ihren Bachelor of Fine Arts am Otis College of Art & Design. Zwei Jahre später erlangte sie den Master of Fine Arts an der University of California.
In ihren Arbeiten kommentiert sie Fehlentwicklungen des Kapitalismus durch die Darstellung von Kindern verwahrlostem Umfeld. Sie nutzt Motive von Erzählungen und Märchen und behandelt Themen wie Dekadenz und Verweigerung.
Garcia sagt über ihre Werke: „Die Erde ist älter als die Menschheit und wird wieder auf die Beine kommen, aber das Schicksal unserer Spezies ist vorsichtig gesagt heikel. Ich versuche positiv zu sein und Humor in meine Werke einfließen zu lassen, obwohl ich das weiß.“
Ihre Arbeiten wurden in mehreren amerikanischen Magazinen, darunter auch im Rolling Stone, abgebildet. Sie hat zwei Bücher veröffentlicht. The Saddest Place on Earth, (Last Gasp, 2006) und The Magic Bottle: A BLAB! Storybook, (Fantagraphics, 2006).

## Ausstellungen (Auswahl)
Sie stellte bereits in der
- Merry Kamowsky Gallery (LA), der
- Grand Central Art Station (LA), der
- Roq la Rue Gallery (Seattle) und der
- Jonathan LeVine Gallery (New York) aus.[1]

Ihre Bilder werden zudem im LACMA und dem San Jose Museum of Art gezeigt.

## Kritische Wahrnehmung
Paula Rogers, eine Kunstkritikerin und selbst-ernannter Fan Camilles, sagt zu ihrer bisherigen Retrospektive im San Jose Museum of Art: “Garcias schönen Bildern fehlt eine spezifische Bedeutung, ein spezifischer Kontext… ihre innewohnende Vagheit, Selbstgefälligkeit, allgemeinen Äußerungen, Fehlen von Nuancen und Selbstgerechtigkeit addieren sich zu einem statischen Bild, einer oberflächlichen Antwort auf etwas komplexes: Ich verstehe es; Dinge sind schlecht. Es ist enttäuschend, herauszufinden, dass der Anstoß dieser Arbeiten nicht geschickt ist.”